# テピン
テピン（Tepin, 2011年3月14日 - 2023年）は、アメリカ合衆国の競走馬である。主な勝ち鞍は2015年ブリーダーズカップマイル、2016年クイーンアンステークス、2016年ウッドバインマイルステークスである。

## 経歴

### 2歳時（2013年）
2013年にチャーチルダウンズ競馬場の未勝利戦でデビューし4着に敗れた。2戦目の未勝利戦で勝ちあがると、4戦目のプリンセスステークスで重賞初挑戦となり、そこで重賞初制覇を果たした。

### 3歳時（2014年）
3歳初戦を8着に敗れると、続く重賞も2連敗し、G1初挑戦となったデルマーオークスでは勝ち馬から10馬身半差の8着に敗れ、この年を4戦未勝利で終えた。

### 4歳時（2015年）
4歳初戦はジュリアン・ルパルー騎手と初のコンビを組んで2歳時以来の勝利をあげた。次走のG2も制すと、2度目のG1挑戦となるジャストアゲームステークスでG1初制覇を果たした。続く2戦はともに2着だったが、ファーストレディステークス(G1)を7馬身差で圧勝すると、次走のブリーダーズカップ・マイルも制した。

### 5歳時（2016年）
1月、テピンは前年のBCマイルなどの活躍により、2015年のエクリプス賞最優秀芝牝馬に選出された。
5歳になると、サウスエンデヴァーステークス(G3)、ヒルズボローステークス(G2)、ジェニーワイリーステークス(G1)、ディスタフターフマイルステークス(G2)と4連勝し、初の欧州遠征となったクイーンアンステークス(G1)でもベラルドやエルヴェディヤなどの人気馬を退けて勝利した。
3ヶ月の休み明けで挑んだウッドバインマイルステークス(G1)も勝利し、前年秋から続く連勝を8に伸ばし、G1は6勝目となったが、次走のファーストレディステークス(G1)は大逃げを打ったフォトコールを捉えきれず2着に敗れ、連勝はストップした。次走は連覇を狙うブリーダーズカップ・マイル(G1)に出走したが、再び2着に敗れた。

### 6歳時（2017年）
ドバイターフ(G1)を目標にしていたが、前哨戦を疝痛を理由に回避した。そのままドバイターフも回避となり、レースに出走することなく競走意欲の喪失を理由に引退した。初年度は種付けを行わない予定であったが、後にカーリンとの交配が発表された。

## 繁殖牝馬時代
2017年11月のファシグティプトン・ノベンバーセールにおいてクールモアグループによって800万ドルで落札され、アイルランドで繁殖生活を送ることになった。2018年5月1日に初子の牝馬（父カーリン）が誕生し、同年はガリレオと交配された。
2024年10月5日に訃報が発表された。2023年に死去したという。12歳没。
産駒は4頭のみで、そのうちの1頭であるグレイトフル（2021年生・牝・父ガリレオ）が2024年ロワイヤリュー賞（仏G1）を制している。

## 血統表
| テピンの血統               | テピンの血統                                       | テピンの血統                                       | （血統表の出典）                                   | （血統表の出典） |
| 父系                       | ストームバード系（ストームキャット系）             | ストームバード系（ストームキャット系）             | ストームバード系（ストームキャット系）             | [ § 2 ]          |
| 父 Bernstein 1997 鹿毛     | 父の父Storm Cat 1983 黒鹿毛                        | Storm Bird                                         | Northern Dancer                                    | Northern Dancer  |
| 父 Bernstein 1997 鹿毛     | 父の父Storm Cat 1983 黒鹿毛                        | Storm Bird                                         | South Ocean                                        |                  |
| 父 Bernstein 1997 鹿毛     | 父の父Storm Cat 1983 黒鹿毛                        | Terlingua                                          | Secretariat                                        | Secretariat      |
| 父 Bernstein 1997 鹿毛     | 父の父Storm Cat 1983 黒鹿毛                        | Terlingua                                          | Crimson Saint                                      |                  |
| 父 Bernstein 1997 鹿毛     | 父の母La Affirmed 1983 鹿毛                        | Affirmed                                           | Exclusive Native                                   | Exclusive Native |
| 父 Bernstein 1997 鹿毛     | 父の母La Affirmed 1983 鹿毛                        | Affirmed                                           | Won't Tell You                                     |                  |
| 父 Bernstein 1997 鹿毛     | 父の母La Affirmed 1983 鹿毛                        | La Mesa                                            | Round Table                                        | Round Table      |
| 父 Bernstein 1997 鹿毛     | 父の母La Affirmed 1983 鹿毛                        | La Mesa                                            | Finance                                            |                  |
| 母 Life Happened 2001 栗毛 | 母の父Stravinsky 1996 鹿毛                         | Nureyev                                            | Northern Dancer                                    | Northern Dancer  |
| 母 Life Happened 2001 栗毛 | 母の父Stravinsky 1996 鹿毛                         | Nureyev                                            | Special                                            |                  |
| 母 Life Happened 2001 栗毛 | 母の父Stravinsky 1996 鹿毛                         | Fire the Groom                                     | Blushing Groom                                     | Blushing Groom   |
| 母 Life Happened 2001 栗毛 | 母の父Stravinsky 1996 鹿毛                         | Fire the Groom                                     | Propector's Fire                                   |                  |
| 母 Life Happened 2001 栗毛 | 母の母Round It Off 1990 鹿毛                       | Apalachee                                          | Round Table                                        | Round Table      |
| 母 Life Happened 2001 栗毛 | 母の母Round It Off 1990 鹿毛                       | Apalachee                                          | Moccasin                                           |                  |
| 母 Life Happened 2001 栗毛 | 母の母Round It Off 1990 鹿毛                       | Capp It Off                                        | Double Zeus                                        | Double Zeus      |
| 母 Life Happened 2001 栗毛 | 母の母Round It Off 1990 鹿毛                       | Capp It Off                                        | Turn Capp                                          |                  |
| 母系(F-No.)                | (FN:1-n)                                           | (FN:1-n)                                           | (FN:1-n)                                           | [ § 3 ]          |
| 5代内の近親交配            | Northern Dancer 4×4=12.50%、Round Table 4×4=12.50% | Northern Dancer 4×4=12.50%、Round Table 4×4=12.50% | Northern Dancer 4×4=12.50%、Round Table 4×4=12.50% | [ § 4 ]          |
| 出典                       | 1. 2. 3. 4.                                        | 1. 2. 3. 4.                                        | 1. 2. 3. 4.                                        | 1. 2. 3. 4.      |